# روتوميرأوخ
روتوميرأوخ (نطق هولندي: [ˌrɔtʏmərˈoːx]  ( أنصت)) هي جزيرة غير مأهولة في بحر وادن وجزء من هولندا. الجزيرة هي إحدى الجزر الفريزية الغربية الثلاث في مقاطعة خرونينغن. وتقع بين جزر روتوميربلات وبوركوم.